# Tongyuan (köpinghuvudort i Kina, Zhejiang Sheng, lat 30,46, long 120,84)
Tongyuan är en köpinghuvudort i Kina. Den ligger i provinsen Zhejiang, i den östra delen av landet, omkring 68 kilometer öster om provinshuvudstaden Hangzhou. Antalet invånare är 43 456. Befolkningen består av 21 981 kvinnor och 21 475 män. Barn under 15 år utgör 11,0 %, vuxna 15-64 år 76 %, och äldre över 65 år 11,0 %.
Runt Tongyuan är det tätbefolkat, med 591 invånare per kvadratkilometer. Närmaste större samhälle är Xiashi, 17,1 km nordväst om Tongyuan. Trakten runt Tongyuan består till största delen av jordbruksmark.
Genomsnittlig årsnederbörd är 1 912 millimeter. Den regnigaste månaden är juni, med i genomsnitt 316 mm nederbörd, och den torraste är november, med 74 mm nederbörd.